# Falk György
Falk György (Budapest, 1951. –) Kármán Tódor és Gábor Dénes-díjas mérnők, a Budapesti Műszaki és Gazdaságtudományi Egyetem címzetes docense, a Magyar Innovációs Szövetség alelnöke, a 3D nyomtatás magyarországi úttörője, műszaki szakíró.

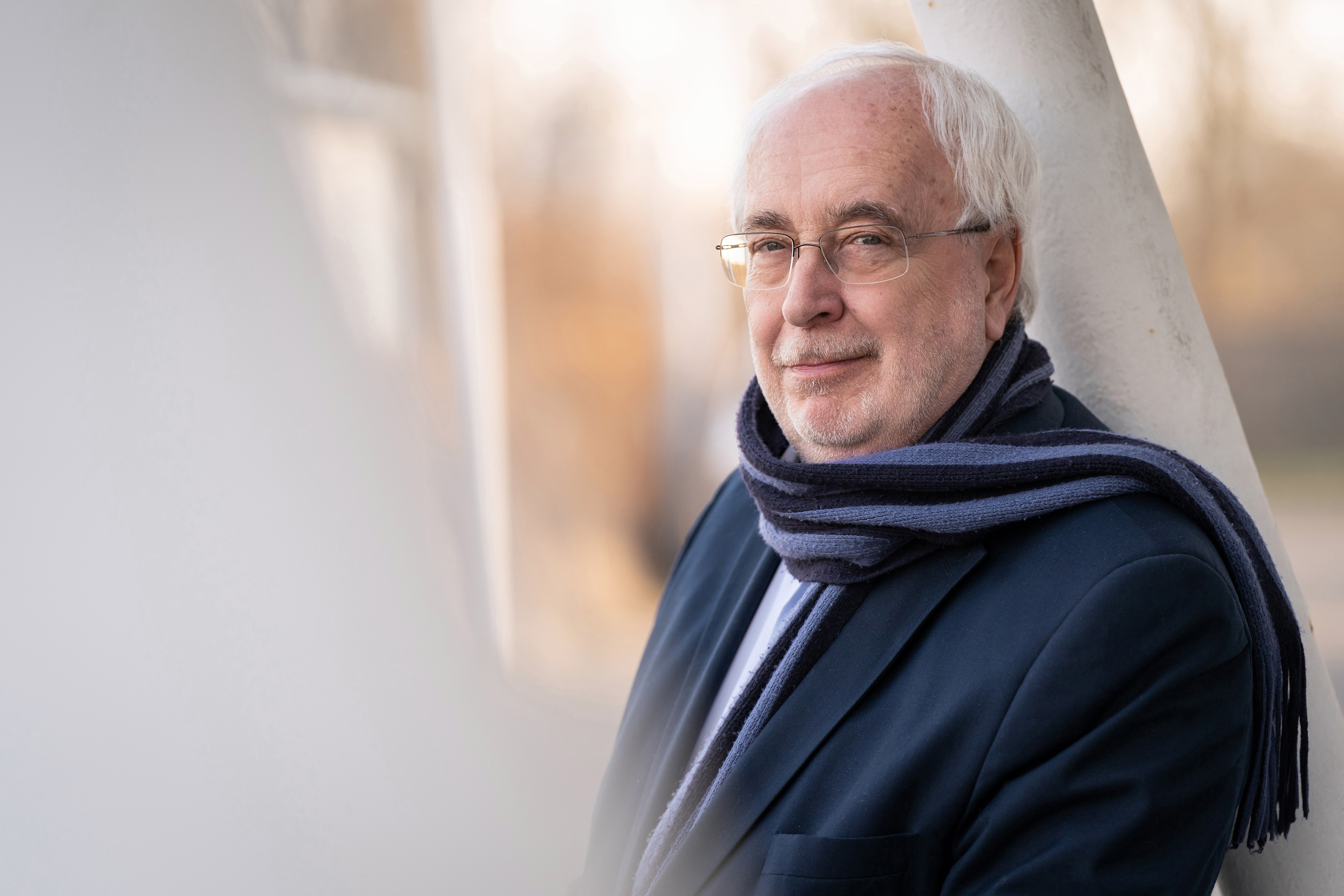

## Szakmai pályafutása
1951-ben született, 1975-ben és 1984-ben szerezte gépészmérnöki és gazdasági szakmérnöki diplomáját, majd intenzív kutató-fejlesztő munkája eredményeként a Műegyetemen 1989-ben üzemelte be Magyarország első 3D nyomtatóját.
A BME-vel való folyamatos együttműködés mellett vállalkozást indított, amelyben mind inkább a gyártásra helyezte a hangsúlyt, így 2001-től Varinex Zrt. néven már a hazai ipari 3D nyomtatás piacvezetőjévé vált. Számos elismerése közül a 2017-ben elnyert Gábor Dénes-díj is mindenek előtt a hazai ipari 3D nyomtatás megteremtéséért és fejlesztéséért végzett kiemelkedő, úttörő munkájáért méltatta.

## Művei
Pályafutása során Falk György két alkalommal is elnyerte a Műszaki Irodalmi Díjat elsősorban az egyetemekhez fűződő munkásságáért. Legfőbb tudományos írásai:

### Könyvfejezet
- Szent László koponyájának háromdimenziós nyomtatott másolata (Szent király, lovagkirály – A Szent László-herma és a koponyaereklye vizsgálatai, Győr, 2017)
- Antropológiai vizsgálat Széchényi Pál háromdimenziós, nyomtatott koponyamásolatain (Széchényi Pál érsek emlékezete: Adalékok az életúthoz és a nagycenki múmia vizsgálatának eredményei, Győr, 2015)

### Egyetemi jegyzet
- RT/RP – Rapid Prototyping/Rapid Tooling, BME, 2006

## Díjai
- Műszaki Irodalmi Díj, 2 alkalommal, Gépipari Tudományos Egyesület
- Kármán Tódor-díj, 2002, OM
- Industria Nagydíj, 2008
- Gábor Dénes-díj, 2017
- Technika Fejlesztése Díj, 2021, GTE